# Ziegler-Hafner-Synthese

Struktur des Azulens

Die Ziegler-Hafner-Synthese, auch König-Hafner-Azulen-Synthese ist eine von Karl Ziegler und Klaus Hafner entwickelte vielseitige Synthese des Azulens. 

## Geschichte
Azulen wurde durch eine Vielzahl von Methoden synthetisiert, etwa durch Dehydrierung von Hydroazulenen. Von den bekannten Verfahren erwies sich die Ziegler-Hafner-Synthese, eine Weiterentwicklung der Zincke-Reaktion, als eine der vielseitigsten. So können substituierte Azulene etwa durch die Verwendung von substituierten Cyclopentadienen hergestellt werden.

## Reaktion
Azulen wird dargestellt durch die Kondensationsreaktion eines Cyclopentadienyl-Anions mit einem Intermediat aus der nucleophilen Addition von Dimethylamin an einem aktivierten Pyridinderivat unter Ringöffnung, dem nach Walter König benannten Königschen Salz. Klaus Hafner entwickelte die Methode im Laufe der Jahre weiter.